# 海濱管理局
海濱管理局（英語：Harbourfront Authority）為擬議成立的香港法定機構，專門負責管理香港海濱，建設具有吸引力、交通暢達及可持續發展的世界級海濱，同時集中資源，全面推行與海濱相關的項目設計、發展、營運、管理以及推廣事務。

## 沿革
改善海濱是香港的一項重要未來投資，故此需要成立專門負責的法定機構。此項構思，是由海濱事務委員會的前身共建維港委員會於2004年最先提出倡議。
2000年代，香港政府積極推動多處海濱長廊的建造及改善項目。發展局亦與海濱事務委員會保持緊密的聯繫，共同研究成立海濱管理局的可能性。
2011年7月，香港立法會一致通過了一項沒約束力動議，支持成立海濱管理局。立法會發展事務委員會轄下的海濱規劃事宜小組亦曾經向香港政府提出建議。
2012年2月，財政司司長曾俊華公布的《2012年至2013年度香港政府財政預算案》中提及，若果成立海濱管理局的建議獲得香港社會的廣泛支持，香港政府會在財務上予以配合。同年6月4日，海濱事務委員會於舉行第10次會議，通過支持成立海濱管理局，同時為到管理局的架構提供意見。8月18日，海濱事務委員會主席蒲祿祺表示將會在同月月底完成整體框架的建議書，經過整合後，將會向行政長官呈交報告。委員會傾向參考西九文化區管理局的模式，由香港政府先行注入土地和資金，由管理局自負盈虧，並且會增強帳目的透明度，以接受公眾監察。委員會於提交報告後，於同年9月開始會舉行連串的諮詢；委員會會根據結果對海濱管理局的框架作適度修改，期望於同年年底完成，趕及交予行政長官於2013年年初的《施政報告》中宣布，期望管理局於2013年7月至8月間成立。
2013年1月16日，香港行政長官梁振英於《2013年度香港行政長官施政報告》中表示，香港政府歡迎海濱事務委員會的建議，成立專門負責和法定的海濱管理局，務求以新思維和更靈活的管理模式，全面推動香港海濱發展。發展局將會聯同海濱事務委員會就有關建議進行公眾諮詢，如果獲得支持，香港政府將會開展立法事務，並且在財政上配合。
2013年10月，香港政府將就成立法定的海濱管理局進行為期3個月的公眾諮詢，預料最快於2014年成立海濱管理局，營運模式將會參考西九文化區管理局的營運模式，由香港政府撥款3至5億港元成立，以《中環填海計劃》地帶作為起點，率先闢建集旅遊、娛樂、水上活動及街頭文化表演於一身的新中環海濱。
2013年10月4日，香港政府舉行海濱發展研討會，邀請了新加坡市區重建局、悉尼港前濱管理局行政總裁及溫哥華城市規劃委員會總經理與會，分享新加坡濱海灣、悉尼達令港及岩石區的海濱規劃、管理及市場推廣經驗，約600名專業人士、學者、學生及商界等代表出席。同日，為期三個月的第一階段公眾諮詢展開。發展局初步拋出兩個組成模式供予公眾考慮，方案一是解散海濱事務委員會，將來由海濱管理局肩負其諮詢及倡導角色，估計此舉比較易吸引香港和海外人才加入參與；方案二是保留海濱事務委員會，由香港政府專責辦事處支援海濱管理局的工作。如果公眾支持成立海濱管理局，將會於2014年年初展開第二階段公眾諮詢，屆時就其架構、權力、職能，財務及土地事宜上作出更聚焦的討論。首輪建議包括分階段將中環新海濱、灣仔—北角、觀塘、紅磡及鰂魚涌等海濱均撥予海濱管理局發展，涉及12幅土地及逾37萬平方米；建議香港政府提供海濱管理局首5年的營運費用，為數數十億至逾百億港元資金，並且以象徵式地價撥地等等扶助局海濱管理局營運；考慮長遠接收由康樂文化事務署管理的海濱公園及休憩用地，以注入創新的活動元素；未來成立董事局監督其運作，董事局由不多於20人，主席或者副主席由公職人員擔任。
2014年9月25日，第二階段公眾諮詢開始至同年12月24日。海濱事務委員會將會於同年11月及12月再次舉行公眾論壇。
2017年1月，特首梁振英於《施政報告》表明，現階段成立法定的海濱管理局的條件尚未成熟，政府消息指會先在發展局轄下成立「海港辦事處」，與海濱事務委員會合作，亦會預留5億元作首階段推動海濱發展。署理發展局局長馬紹祥其後表示，政府並不是完全放棄成立管理局，但要條件成熟才能考慮，認為現階段並不是合適時機。
2017年9月，發展局局長黃偉綸表示會重新考慮設立管理局，但承認由政府注資一百億元成立該新架構的做法頗具爭議，或需要研究以其他方式落實。
2019年5月，海濱管理局仍未成立。

## 外部連結
官方
- 海濱管理局官方網站 （页面存档备份，存于）
- PE Exercise for a Harbourfront Authority 成立海濱管理局公眾參與活動

報道
- 設海濱管理局《施政》敲定 （页面存档备份，存于） 《星島日報》 2013年1月10日
- 公私營計畫「夭折」　兩填海地規劃無期 設海濱管理局 《施政》敲定 （页面存档备份，存于） 《星島日報》 2013年1月10日
- 沿海長廊 區區有「個性」 《星島日報》 2013年1月10日
- 海濱局上馬 活化30公里海旁 統一管理7項目 辦餐飲娛樂水上活動 《星島日報》 2013年12月31日